# Damian Gorawski
Damian Gorawski (* 4. Januar 1979 in Ruda Śląska, Polen) ist ein ehemaliger polnischer Fußballspieler.

## Vereinskarriere
Der Mittelfeldspieler (rechts-offensiv) begann seine Karriere 1999 bei Ruch Chorzów und spielte bis 2004 bei Wisła Krakau, bevor er zu FK Moskau wechselte. Von 2008 bis Anfang 2009 spielte er beim russischen Erstligisten Schinnik Jaroslawl. Seit der Rückrunde 2008/2009 stand er bei Górnik Zabrze in Polen unter Vertrag. Zum Saisonstart 2010/2011 fand er allerdings keinen Platz mehr in der ersten Mannschaft und musste sich mit einem Platz im Kader der zweiten Mannschaft begnügen. Daraufhin beendete er 2011 seine Karriere.

## Nationalmannschaft
Gorawski bestritt zwischen 2003 und 2005 insgesamt 14 Länderspiele (1 Tor) für Polen und gehörte auch dem Kader für die Fußball-Weltmeisterschaft 2006 an. Doch der übliche Medizincheck der FIFA zeigte bei ihm Herzprobleme an, die eine risikofreie Turnierteilnahme nicht gewährleisteten. Für ihn wurde dann Bartosz Bosacki nachnominiert.

## Erfolge
- Polnischer Meister (2004 und 2005)

| Personendaten    | Personendaten             |
| ---------------- | ------------------------- |
| NAME             | Gorawski, Damian          |
| KURZBESCHREIBUNG | polnischer Fußballspieler |
| GEBURTSDATUM     | 4. Januar 1979            |
| GEBURTSORT       | Ruda Śląska               |